# Julián Aguirre

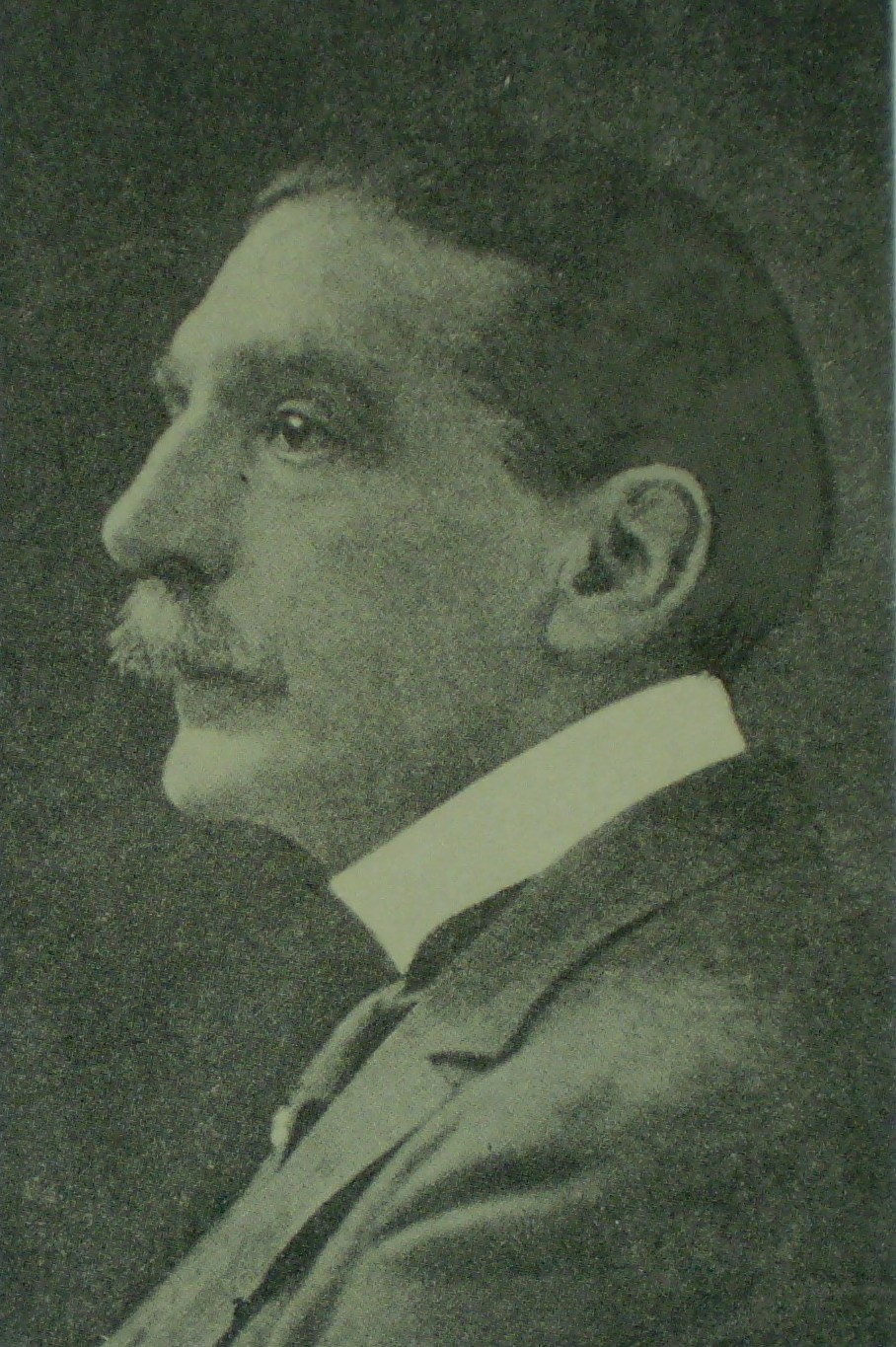
Julián Aguirre

Julián Aguirre, född 28 januari 1868 i Buenos Aires, död 13 augusti 1924 Buenos Aires, var en argentinsk kompositör. Som barn flyttade han till Spanien där han studerade vid konservatoriet i Madrid. Han återvände till Argentina 1887. Aguirre komponerade mest pianominiatyrer i form av argentinska danser och sånger.

## Valda Verk
- Gato
- Aires nacionales argentinos (op.17)
- Zamba (op.40)
- Huella (op. 49)